# Bill Camp
William Camp (sinh ngày 13/10/1961) là nam diễn viên người Mỹ. Ông nổi tiếng qua một loạt các vai phụ trong nhiều phim điện ảnh như Lincoln (2012), 12 Years a Slave (2013), Loving (2016), Jason Bourne (2016), Molly's Game (2017), Red Sparrow (2018), Gambit Hậu (2020)  và Vice (2018).
Trong sự nghiệp của mình, Camp cũng từng nhận được một đề cử giải Primetime Emmy với phim truyền hình The Night Of (2016) và một đề cử giải Tony cho vở kịch The Crucible.

## Danh sách phim

### Điện ảnh
| Năm  | Tên                                             | Vai                  | Ghi chú |
| ---- | ----------------------------------------------- | -------------------- | ------- |
| 1990 | Reversal of Fortune                             | Bill                 |         |
| 1997 | In & Out                                        |                      |         |
| 1998 | Rounders                                        | Eisenberg            |         |
| 2005 | The Dying Gaul                                  | Malcolm              |         |
| 2007 | Reservation Road                                | Desk Cop             |         |
| 2008 | The Guitar                                      | Pa Wilder            |         |
| 2008 | Deception                                       | Clancey Controller   |         |
| 2009 | Public Enemies                                  | Frank Nitti          |         |
| 2010 | Tamara Drewe                                    | Glen McGreavey       |         |
| 2012 | Compliance                                      | Van                  |         |
| 2012 | Lawless                                         | Cảnh sát Hodges      |         |
| 2012 | Lincoln                                         | Mr. Jolly            |         |
| 2013 | 12 Years a Slave                                | Radburn              |         |
| 2013 | The Maid's Room                                 | Mr. Crawford         |         |
| 2014 | Birdman or (The Unexpected Virtue of Ignorance) | Crazy Man            |         |
| 2014 | Love & Mercy                                    | Murry Wilson         |         |
| 2015 | Aloha                                           | Bob Largent          |         |
| 2015 | Black Mass                                      | John Callahan        |         |
| 2016 | Midnight Special                                | Doak                 |         |
| 2016 | Loving                                          | Frank Beazley        |         |
| 2016 | Jason Bourne                                    | Malcolm Smith        |         |
| 2016 | Gold                                            | Hollis Dresher       |         |
| 2017 | Crown Heights                                   | William Robedee      |         |
| 2017 | The Killing of a Sacred Deer                    | Matthew Williams     |         |
| 2017 | The Only Living Boy in New York                 | Uncle Buster         |         |
| 2017 | Hostiles                                        | Jeremiah Wilks       |         |
| 2017 | Molly's Game                                    | Harlan Eustice       |         |
| 2017 | Woman Walks Ahead                               | General Crook        |         |
| 2018 | Wildlife                                        | Warren Miller        |         |
| 2018 | Red Sparrow                                     | Marty Gable          |         |
| 2018 | Skin                                            | Fred "Hammer" Krager |         |
| 2018 | The Land of Steady Habits                       | Donny O'Connell      |         |
| 2018 | Vice                                            | Gerald Ford          |         |
| 2019 | Native Son                                      | Henry Dalton         |         |
| 2019 | The Kitchen                                     | Alfonso Coretti      |         |
| 2019 | Joker                                           | Thám tử Garrity      |         |
| 2019 | Dark Waters                                     |                      | Hậu kỳ  |